# Cerradomys maracajuensis
Cerradomys maracajuensis (Серадоміс Маракажу) — вид південноамериканських гризунів з родини Хом'якові (Cricetidae).

## Опис
Спина жовта з чорним. Вид відрізняється від інших видів певними характеристиками черепа. FN=58.

## Проживання
Цей вид відомий тільки з типового місця знаходження, південної Бразилії (муніципалітету Маракажу, Мату-Гросу-ду-Сул). Вважається, що цей гризун також зустрічається в Болівії і східному Парагваї. Цей вид мешкає в галерейному лісі (і порушеному галерейному лісі також).

## Загрози й охорона
Серйозною загрозою для деяких популяцій є розширення сільського господарства. Цей вид потенційно зустрічається в кількох охоронних територіях, але записів не відомо. 